# Alfonso Caycedo Lozano
Alfonso Caycedo Lozano (Bogotá, 19 de noviembre de 1932-Premiá de Mar, 11 de septiembre de 2017) fue un neurólogo y psiquiatra colombiano, creador de la sofrología, técnica que tiene como objetivo tratar problemas de desadaptación emocional y conductual[cita requerida] mediante técnicas de relajación y autocontrol mental.

## Biografía
Alfonso Caycedo nació el 19 de noviembre de 1932 en Bogotá, Colombia. Después de terminar sus estudios básicos, viajó a España, donde cursó estudios de medicina y cirugía con especialización en Neurología y psiquiatría en la Universidad de Madrid, en donde en octubre de 1960 y en calidad de médico interno del hospital Provincial de Madrid, bajo la dirección del profesor López-Ibor, establece las bases de la Sofrología y funda el primer departamento de Sofrología clínica.
En 1964 viaja a Oriente, específicamente a la India y el Tíbet, en donde permanece dos años estudiando las formas de meditación que produjeran modificaciones en los estados de consciencia y que pudieran servir como terapia en psiquiatría.
En 1967 es nombrado profesor de psiquiatría de la Escuela Profesional de Psiquiatría en el Hospital Clínico de Barcelona.
En 1970: preside el Primer Congreso Mundial de Sofrología en Barcelona, cuyo tema central es "Sofrología, Medicina de Oriente y Occidente.
En 1975 se celebra el Segundo Congreso Mundial de Sofrología en Barcelona.
En 1977 funda la rama no médica de la sofrología que denomina "Sofrología sociológica", estableciéndola como profesión, lo cual le causa rechazo y críticas por algunos médicos que se apartan de su concepción.
En 1982, durante el III Congreso Mundial de Sofrología en Bogotá, funda la primera facultad de Sofrologia.
En 1983 se crea la Federación Mundial de Sofrología, de la cual es su presidente.